# GPR143
G protein spregnuti receptor 143 je protein koji je kod ljudi kodiran GPR143 genom.
Okularni albinizam tip 1 protein je konzervirani integralni membranski protein sa sedam transmembranskih domena. On je izražen u oku i epidermalnim melanocitima.
GPR143 gen je regulisan mikroftalmija-asociranim transkripcionim faktorom.
L-DOPA je endogeni ligand za OA1.

## Interakcije
formira initekcije Protein-protein interakcija sa GNAI1.

## Literatura
- Oetting WS, King RA (1999). „Molecular basis of albinism: mutations and polymorphisms of pigmentation genes associated with albinism.”. Hum. Mutat. 13 (2): 99—115. PMID 10094567. doi:10.1002/(SICI)1098-1004(1999)13:2<99::AID-HUMU2>3.0.CO;2-C.
- Oetting WS (2002). „New insights into ocular albinism type 1 (OA1): Mutations and polymorphisms of the OA1 gene.”. Hum. Mutat. 19 (2): 85—92. PMID 11793467. doi:10.1002/humu.10034.
- Schnur RE; Trask BJ; van den Engh G;  . (1989). „An Xp22 microdeletion associated with ocular albinism and ichthyosis: approximation of breakpoints and estimation of deletion size by using cloned DNA probes and flow cytometry.”. Am. J. Hum. Genet. 45 (5): 706—20. PMC 1683435 . PMID 2573275.
- Meindl A; Hosenfeld D; Brückl W;  . (1993). „Analysis of a terminal Xp22.3 deletion in a patient with six monogenic disorders: implications for the mapping of X linked ocular albinism.”. J. Med. Genet. 30 (10): 838—42. PMC 1016566 . PMID 8230160. doi:10.1136/jmg.30.10.838.
- Schiaffino MV; Bassi MT; Galli L;  . (1996). „Analysis of the OA1 gene reveals mutations in only one-third of patients with X-linked ocular albinism.”. Hum. Mol. Genet. 4 (12): 2319—25. PMID 8634705. doi:10.1093/hmg/4.12.2319.
- Schnur RE; Gao M; Wick PA;  . (1998). „OA1 mutations and deletions in X-linked ocular albinism.”. Am. J. Hum. Genet. 62 (4): 800—9. PMC 1377018 . PMID 9529334. doi:10.1086/301776.
- Rosenberg T, Schwartz M (1999). „X-linked ocular albinism: prevalence and mutations--a national study.”. Eur. J. Hum. Genet. 6 (6): 570—7. PMID 9887374. doi:10.1038/sj.ejhg.5200226.
- d'Addio M; Pizzigoni A; Bassi MT;  . (2001). „Defective intracellular transport and processing of OA1 is a major cause of ocular albinism type 1.”. Hum. Mol. Genet. 9 (20): 3011—8. PMID 11115845. doi:10.1093/hmg/9.20.3011.
- Bassi MT; Bergen AA; Bitoun P;  . (2001). „Diverse prevalence of large deletions within the OA1 gene in ocular albinism type 1 patients from Europe and North America.”. Hum. Genet. 108 (1): 51—4. PMID 11214907. doi:10.1007/s004390000440.
- Strausberg RL; Feingold EA; Grouse LH;  . (2003). „Generation and initial analysis of more than 15,000 full-length human and mouse cDNA sequences.”. Proc. Natl. Acad. Sci. U.S.A. 99 (26): 16899—903. PMC 139241 . PMID 12477932. doi:10.1073/pnas.242603899.
- Touloukian CE; Leitner WW; Schnur RE;  . (2003). „Normal tissue depresses while tumor tissue enhances human T cell responses in vivo to a novel self/tumor melanoma antigen, OA1.”. J. Immunol. 170 (3): 1579—85. PMC 2241741 . PMID 12538723.
- Basrur V; Yang F; Kushimoto T;  . (2003). „Proteomic analysis of early melanosomes: identification of novel melanosomal proteins.”. J. Proteome Res. 2 (1): 69—79. PMID 12643545. doi:10.1021/pr025562r.
- Camand O; Boutboul S; Arbogast L;  . (2003). „Mutational analysis of the OA1 gene in ocular albinism.”. Ophthalmic Genet. 24 (3): 167—73. PMID 12868035. doi:10.1076/opge.24.3.167.15605.
- Mayeur H; Roche O; Vêtu C;  . (2006). „Eight previously unidentified mutations found in the OA1 ocular albinism gene.”. BMC Med. Genet. 7: 41. PMC 1468396 . PMID 16646960. doi:10.1186/1471-2350-7-41.
- Sallmann GB; Bray PJ; Rogers S;  . (2006). „Scanning the ocular albinism 1 (OA1) gene for polymorphisms in congenital nystagmus by DHPLC.”. Ophthalmic Genet. 27 (2): 43—9. PMID 16754205. doi:10.1080/13816810600677834.
- Chi A; Valencia JC; Hu ZZ;  . (2007). „Proteomic and bioinformatic characterization of the biogenesis and function of melanosomes.”. J. Proteome Res. 5 (11): 3135—44. PMID 17081065. doi:10.1021/pr060363j.